# Agalaxie contagieuse de la brebis et de la chèvre
 (mai 2024).
L’agalaxie (ou agalactie) contagieuse de la brebis et de la chèvre (également connue sous le nom de « syndrome agalaxie contagieuse », Contagious agalactia en anglais) est une affection chronique altérant principalement le fonctionnement de la mamelle et la production lactée de ces espèces animales. Elle peut également se manifester par des troubles articulaires, oculaires, et, plus rarement, des avortements et des troubles respiratoires. Chez le mouton, elle est due à Mycoplasma agalactiae ou à Mycoplasma mycoides subsp. capri, et, chez la chèvre, à Mycoplasma agalactiae, Mycoplasma mycoides subsp. capri, Mycoplasma capricolum ou Mycoplasma putrefaciens.

## Importance et extension de la maladie
L’agalactie contagieuse classique à M. agalactiae (la seule à être considérée comme un danger sanitaire de 2e catégorie) est connue dans toutes les régions du monde et touche en particulier les pays du bassin méditerranéen où elle est enzootique. Outre les animaux d'élevage, la maladie a été décrite  chez le bouquetin. Elle fait partie des maladies à notifier à l'OIE. Elle n'est pas transmissible à l'Homme.
L'agalactie contagieuse constitue, avec la pleuropneumonie contagieuse caprine, l'une des deux mycoplasmoses majeures des petits ruminants.  Elle provoque des pertes économiques importantes en altérant la production laitière, tant en quantité qu'en qualité. 
La maladie est considérée comme un syndrome causé par plusieurs mycoplasmes partageant un triple tropisme (mammaire, articulaire, oculaire), n'excluant pas une atteinte respiratoire.

## Étiologie
L'agalactie contagieuse est causée par Mycoplasma agalactiae, une bactérie caractérisée par une forte variabilité antigénique et génétique qui lui permet d’échapper au système immunitaire de l’animal infecté, ce qui explique l’évolution chronique de l’infection, ainsi que les difficultés rencontrées pour le dépistage sérologique et la vaccination. L'agent causal, peu résistant dans le milieu extérieur, peut néanmoins survivre 1 à 2 semaines à 20 °C et 4 mois à 8 °C sur le matériel souillé.

## Épidémiologie
Les troupeaux infectés contaminent les troupeaux indemnes, le plus souvent par introduction, contact, mélange d’animaux (transhumance, marchés, transport). L’infection se propage et se chronicise alors dans le cheptel. Les symptômes régressent ou disparaissent la seconde année, mais de nouvelles flambées cliniques surviennent si le renouvellement dans le troupeau est significatif.
Chez le sujet contaminé, l’infection est généralisée, avec une phase de bactériémie initiale, après laquelle le mycoplasme se localise dans les poumons, la mamelle, les articulations et les muqueuses oculaires. Les animaux infectés développent une immunité naturelle, qui les protège d'une rechute clinique, mais ils restent porteurs et excréteurs. Tous les sujets infectés (malades, porteurs chronique ou porteurs asymptomatiques) sont en effet source de contamination, très tôt après avoir été infectés, et parfois pendant toute leur vie.
Le colostrum et le lait sont les principales matières virulentes. La transmission est généralement directe, horizontale (contact entre les animaux) ou verticale (transmission in utero). Elle peut également être indirecte (contamination à la machine à traire, aérosols infectieux, matériel contaminé). La lactation est une période propice à la multiplication de l’agent pathogène et à l’expression clinique. Les jeunes sont plus sensibles et leur taux de mortalité est supérieur à celui des adultes.

## Clinique
Après une incubation  de 3 à 15 jours, l’infection, si elle ne reste pas inapparente, se traduit par des symptômes mammaires, articulaires, oculaires ou respiratoires. Ils sont parfois associés à une forte fièvre et à une perte d'appétit. Le tableau clinique est protéiforme, les symptômes, inconstants, pouvant être  dissociés dans le temps. L'atteinte mammaire est la plus caractéristique, la plus fréquente et parfois la seule observée chez les femelles en lactation. Les signes articulaires et oculaires ne concernent que 5 à 10 % des sujets infectés.
L'atteinte mammaire se traduit par une mammite interstitielle, avec une chute de la production lactée, allant d'une simple hypogalactie à une agalactie totale pendant toute la lactation. La guérison est spontanée et la production revient à la normale à la lactation suivante.
L'atteinte articulaire se manifeste par des arthrites pouvant générer boiteries et parfois décubitus. L'atteinte oculaire se traduit par une conjonctivite, évoluant éventuellement en kérato-conjonctivite. L'atteinte respiratoire concerne les jeunes animaux et se manifeste sous forme de pneumonie. Ces formes classiques sont parfois associées à des avortements, des diarrhées des septicémies, des cas de vulvo-vaginite.
Après la phase aiguë ou subaiguë, la maladie passe sous forme chronique : les symptômes s'amoindrissent ou disparaissent dans la seconde année, mais des rechutes sont possibles.
Une évolution fatale est possible, surtout chez les jeunes.

## Diagnostic et dépistage
La suspicion s’appuie sur les observations cliniques (hypo-/agalaxie), atteintes articulaires et oculaires) et sur la contagiosité. Le diagnostic différentiel est délicat (il faut la différencier des mammites ayant une autre étiologie bactérienne, du visna-maëdi et de l'arthrite-encéphalite caprine à virus). Le diagnostic expérimental est donc nécessaire pour confirmer une suspicion clinique ou permettre le dépistage. Le prélèvement de choix est le lait. On peut également recourir à l'examen du liquide synovial ou de tissu pulmonaire prélevé sur des animaux morts. Les mycoplasmes peuvent être isolés après mise en culture sur milieux spécifiques, ou identifiés par la biochimie, la sérologie ou la PCR. 

## Traitement et prévention
Le mycoplasme est sensible aux antibiotiques macrolides, aux tétracyclines et aux fluoroquinolones. Le traitement doit être global, précoce et durer au moins cinq jours. L'efficacité du traitement est relative, et le risque de favoriser un portage asymptomatique réel. Le rapport coût/efficacité est jugé décevant.
S'il s'agit de protéger un cheptel indemne l'éleveur doit mettre en place et faire respecter des mesures sanitaires strictes (contrôle des introductions, sérologies régulières). Face à un cheptel infecté, il faudrait pouvoir identifier et éliminer les sujets excréteurs, mais, étant donné les difficultés rencontrées dans cette entreprise, l'abattage total est souvent une alternative plus réaliste que l’assainissement progressif.
Des vaccins inactivés  et des vaccins vivants sont disponibles dans plusieurs pays, les premiers étant les plus répandus. Leur efficacité est aléatoire, du fait de la variabilité antigénique des souches, et ils n’empêchent pas l’excrétion. La séroconversion qui suit la vaccination interfère en outre avec le dépistage.